# Kim Dong-jin
Kim Dong-jin (kor. 김동진; ur. 29 stycznia 1982 w Dongducheon) – koreański piłkarz występujący na pozycji obrońcy, reprezentant Korei, z którą wystąpił na Mistrzostwach Świata w Niemczech. Jest zawodnikiem klubu Kitchee SC.